# Budiš
Budiš (in ungherese Turócborkút, in tedesco Budisch) è un comune della Slovacchia facente parte del distretto di Turčianske Teplice, nella regione di Žilina.